# Облачна (гора)
Облачна (рос. Облачная; хмарна) — одна з вершин гірської системи Сіхоте-Алінь, друга за висотою вершина Приморського краю після гори Анік і найвища вершина Південного Сіхоте-Аліню.
Висота гори становить 1854 метрів над рівнем моря. Вершина кам'яниста. Вона знаходиться в Чугуївському районі та входить в природний парк «Поклик тигра».

## Клімат
Клімат Чугуївського району — виражений континентальний зіз суворою, холодною і довгою зимою та теплим, вологим літом. Сніговий покрив на горі (не враховуючи вершину) невеликий та рідко перевищує 30-40 см, максимальний рівень снігу — 60 см. На вершині сніговий покрив досягає 1 метра, частково зберігається й улітку. На вершині гори Облачна є ділянки вічної мезлоти і зазвичай в травні вона ще покрита снігом.
На горі яскраво виражені висотні пояси: біля підніжжя типова приморська тайга — мішаний хвойно-широколистий ліс з великою різноманітністю рослин. При підйомі ліс помітно рідшає та перетвоюється у ялиново-ялицевий бір з густими мохами та бородами лишайників, що звисають з дерев. Поступово ліс закінчується, звільняючи місце для карликової берези та кедрового сланцю. На крутих схилах кам'яні розсипи, а пологі майданчки вершин — зона альпійських лугів.

## Олімпійський вогонь
18 листопада 2013 року о 18:29 — в момент заходу сонця за місцевим часом, на вершині гори був запалений вогонь від олімпійського смолоскипа Ігор 2014 в Сочі. Експедиція «Сходження» проводилася з 16 по 19 листопада 2013 року, після проведення естафети Олімпійського вогню у Владивостоці. Спортсмени-туристи подолали близько 500 км доріг по снігу і бездоріжжю Приморського краю і на руках занесли на вершину гори двометрову стаціонарну сталеву конструкцію смолоскипа. Конструкція встановленого смолоскипа є закритою і безпечної з точки зору розкиду продуктів горіння по навколишньої місцевості. Установка смолоскипа, присвячена розвитку спортивного туризму в Приморському краї, проведена на місці відсутнього триангуляціонного пункту. З цього місця можна оглянути Приморський край більш ніж на 100 км в усі сторони.